# Чуракаєво (Альшеєвський район)
Чурака́єво (рос. Чуракаево, башк. Сураҡай) — село у складі Альшеєвського району Башкортостану, Росія. Входить до складу Шафрановської сільської ради.
Населення — 477 осіб (2010; 561 в 2002).
Національний склад:
- башкири — 94 %